# Famille Corvisart
La famille Corvisart est une famille française, originaire des Ardennes.
Elle est notamment connue pour Jean-Nicolas, médecin de Napoléon Ier et Lucien, médecin de Napoléon III.

## Liens de filiation entre les personnalités
Le lecture des registres de l'état civil (naissances, mariages, décès) depuis le XVIIIe siècle permet d'établir les liens de filiation suivants :
- Jacques Corvisart (9 février 1688 à Attigny (Ardennes) - 4 mai 1745 à Attigny) épouse Catherine Guillery le 19 juillet 1718 à Vaux-Champagne.
  - Pierre Corvisart (16 septembre 1724 à Dricourt - 1808), avocat au parlement. Le 23 octobre 1752 à La Neuville-à-Maire, il épouse Madeleine Louise Scribot.
    - Pierre Louis Honoré Corvisart (29 août 1753 à La Neuville-à-Maire - ) épouse Edmée Boursier, le 18 juillet 1787 à Sens (Yonne).
      - Scipion Corvisart (1790-1866), officier de cuirassiers. Il est adopté par son oncle. Il se marie, le couple n'a pas de descendance.

    - Jean-Nicolas Corvisart (15 février 1755 à Dricourt - 1821), médecin personnel de Napoléon Ier, le plus célèbre clinicien du premier Empire. Il épouse Anne Marie Lucie Drouillard. Le couple adopte son neveu, Scipion.

  - Jean Charles Honoré François Corvisart (24 mai 1731 à Dricourt - ), conseiller du roi. Il épouse Jeanne Catherine Defer.
    - Jean Pierre René Corvisart (1769- ) épouse Joséphine Angélique Clicquot.
      - Lucien Corvisart (1824-1882), médecin de Napoléon III, adjoint au premier médecin Henri Conneau. Le 30 avril 1856 à Paris, il épouse Berthe Césarine de Romain.
        - Charles Corvisart (1857-1939), général. Il épouse Marie Bidon de La Provoterie. Le couple n'a qu'une fille dont la descendance reprend le nom de Corvisart.
          - Solange Corvisart (1889-1946) épouse Jean Rabusson le 15 novembre 1909 à Limoges.
            - Jacques Rabusson-Corvisart (1910-1973)[1] épouse Yvonne Veillet-Dufrêche (1914-2009)[2]. D'où descendance.

## Demeures
La famille Corvisart, très proche de la famille impériale, possédait la commanderie de Templiers de Châteauneuf-sur-Cher. C'est une belle demeure qui jouxte le château et ses écuries. Sur les dépendances de la demeure, une girouette montre Napoléon dirigeant son canonnier.

## Pour approfondir